# ロート製薬
ロート製薬株式会社（ロートせいやく、英称:ROHTO Pharmaceutical Co., Ltd.）は、大阪府大阪市生野区巽西に本社を置く日本の製薬会社である。東京証券取引所のプライムに上場（証券コード：4527）。

## 概説
前身の「信天堂山田安民薬房」は1899年（明治32年）に創業。現在は胃腸薬や一般向け目薬をはじめとする一般用医薬品（OTC医薬品）や健康食品、スキンケア製品を主力商品としており、医療用医薬品には一切参入していない（それゆえに医薬情報担当者も不在であるが2020年3月にグループ会社となった日本点眼薬研究所（現・ロートニッテン）では眼科・耳鼻科領域の医療用医薬品を、2021年8月にグループ会社となった天藤製薬では肛門科領域の医療用医薬品を扱っている）。更にグループ企業としてアメリカ合衆国のメンソレータム社を傘下に置く。主力の一般用目薬ではトップシェアを誇る。

## 特徴

### 拠点
大阪市生野区巽西（本社）と三重県伊賀市 の2ヶ所に工場を設置している。研究所が本社・伊賀市・京都府木津川市の3ヶ所にそれぞれ所在する。また、大阪市北区大深町のグランフロント大阪内に梅田オフィス（グランフロント大阪オフィス）を置いている。

### 企業スローガン
※コーポレートスローガン含む。
- 胃腸薬でおなじみの信天堂山田安民薬房（1899年2月22日 - 1931年3月31日）[要出典]
- 胃腸薬とロート目薬でおなじみの信天堂山田安民薬房（1931年4月1日 - 1949年9月14日）[要出典]
- 胃腸薬と目薬でおなじみの信天堂山田安民薬房（1931年4月1日 - 1949年9月14日）[要出典]
- ロート目薬本舗 山田安民薬房（1946年1月1日 - 1949年9月14日）
- ロート目薬本舗 ロート製薬（1949年9月15日 - 1958年8月31日）
- 胃腸薬と目薬でおなじみのロート製薬（1949年9月15日 - 現在）
- 胃腸薬とロート目薬でおなじみのロート製薬（1949年9月15日 - 1958年9月30日）[要出典]
- 胃腸薬と新ロート目薬でおなじみのロート製薬（1958年10月1日 - 1989年5月31日）[要出典]
- パンシロンとVロートでおなじみのロート製薬（1965年4月1日 - 1972年3月31日、1981年4月1日 - 現在）
- 健やかな明日のために ロート製薬（1989年6月1日 - 2004年5月19日）
- Happy Surprise! よろこビックリ誓約会社 ロート製薬[1]（2004年5月20日 - 2016年2月21日）
- NEVER SAY NEVER ロート製薬[2][注釈 5]（2016年2月22日 - 2024年6月9日）
- ロートは、ハートだ。（国内）[3]/Moving the Heart（海外）[4]（2024年6月10日 - ）

### 企業キャラクター
ロッ太とロッチー。2004年に制定。ロッ太は男の子（5歳）、ロッチーは女の子（3歳）。　ポッポロート（121歳）

### 社名
「ロート」という名称は、ミュンヘン大学の教授アウグスト・フォン・ロートムント（目薬の処方を手がけた、眼科医の権威・井上豊太郎のドイツ帝国留学時代における恩師）から付けられた。
また俗説として「両口式点眼瓶」の発明の元となったといわれる、逆三角形の注入器具である「漏斗」から採った名称という説、胃腸薬「パンシロン」シリーズに含まれている成分の一つである「ロート根」（ロートエキス）が由来という説もあるが、いずれも誤りである。

### 歴代ロゴマーク
正式な社章は、山田安民薬房の創業から使用されているものが別に存在する。赤い丸の中に四方の山型を白くあしらい（家紋の「丸に七宝」に類似）、中央に日の丸とアルファベットの "A" を配して「山田」を抽象化すると共に「薬房は薬房として、従業員は従業員として日本一を目指す」という意味が込められている。この社章は「ロート目薬」や初代「パンシロン」、初代「V・ロート」等の外箱にも表記されていた。

#### 初代（1899年2月 - 1989年5月）

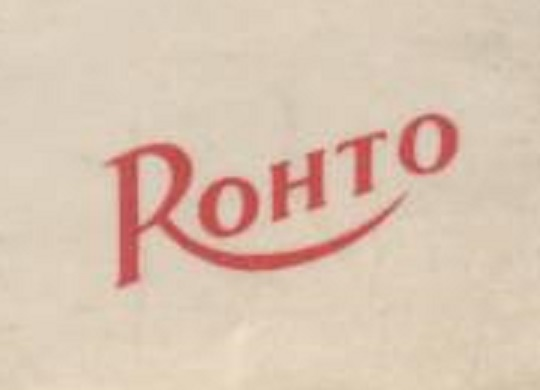
初代のロゴマーク。Rの斜め棒をきれいな曲線にして、後の「OHTO」を包んでいる。

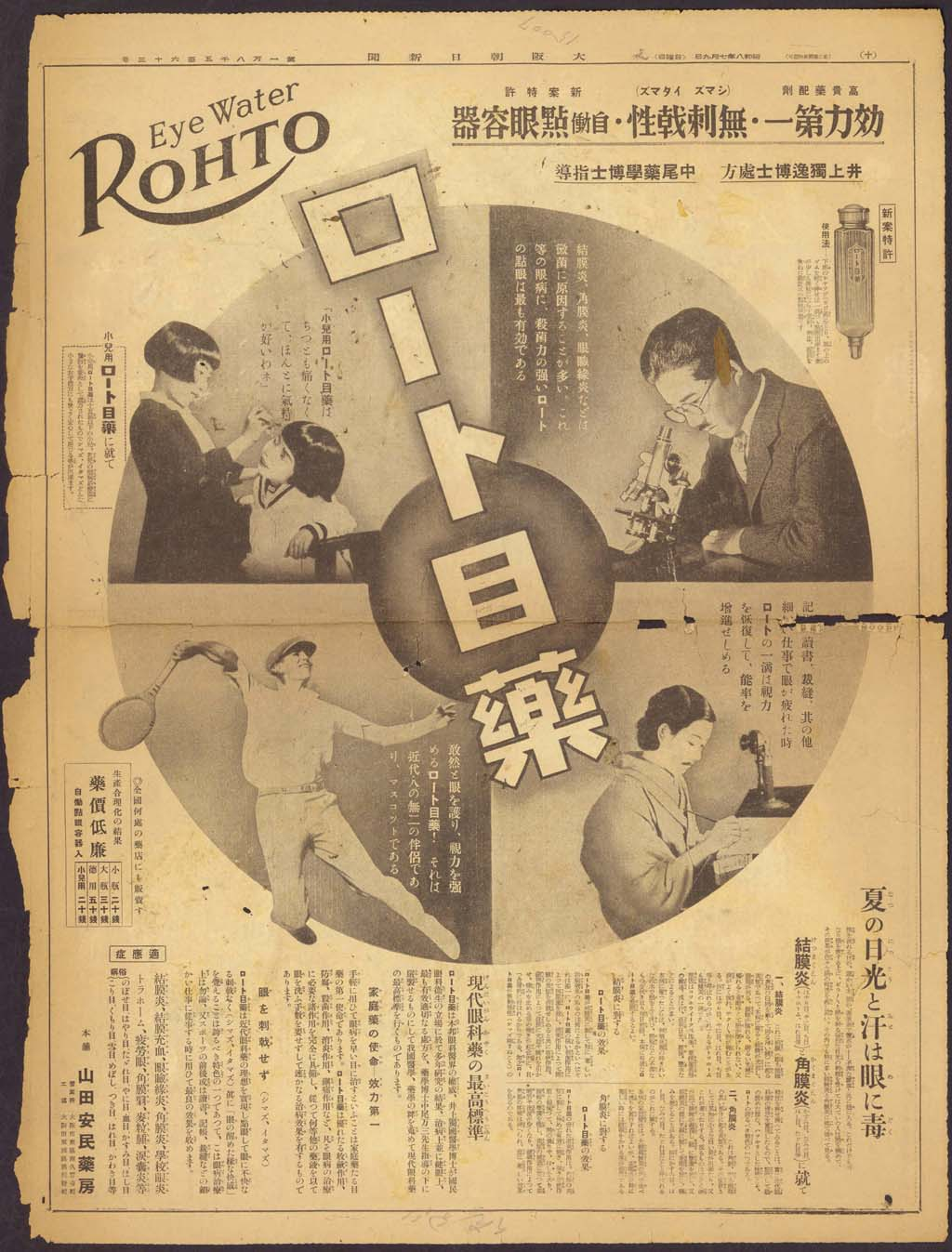
1933年7月9日の新聞広告

- シンボルマーク：「ROHTO」の文字が右上がりに配置され、Rの斜め棒が後の「OHTO」を包み込む形で大きく伸びている。1933年（昭和8年）7月9日の大阪朝日新聞に掲載された「ロート目薬」の新聞広告[8]およびパッケージで使用が確認されていた。
- 社名ロゴ：「ロート」の「ロ」の上の横棒が右上がりになっていたのが特徴だった。また「製薬」の「衣」の下の部分が、大正製薬のロゴと同じく「「∧∧」の形に似た崩し字」となっている。
- これらは原則、CM上ではテロップで表示されず（例：ROHTO+ロート製薬）、パッケージ上に表記されている「（シンボルマーク）ロート製薬株式会社（改行）大阪市生野区巽西1-8-1」の文字を映すことでロート製薬のCMであることを示していた。[注釈 8]

#### 2代目（1989年6月 - 2004年5月）
- 初代CIロゴ。

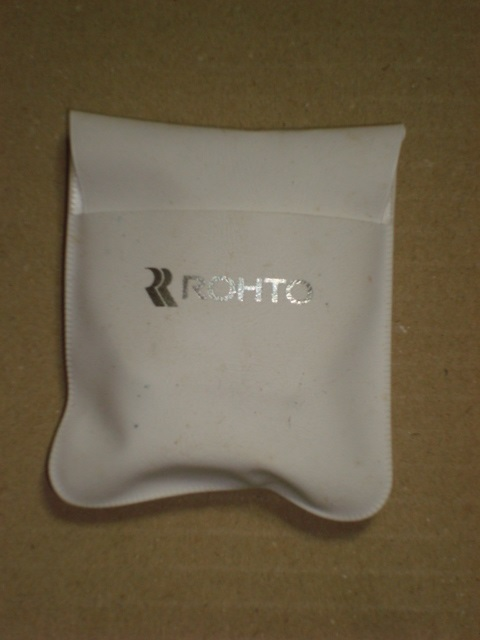
2代目のロゴマーク。いわゆるダブルRシンボル。

- シンボルマーク：いわゆるダブルRシンボル。左のRは赤、右のRは青を用いていた。
- 社名ロゴ：字体が変化し、「ロ」及び「製」は普通の字体になる。
- 製品パッケージやテレビCMのクレジットには原則、シンボルマーク+社名ロゴを用いていたが、2002年頃からCMのクレジットにシンボルマーク+英語表記の社名ロゴ「ROHTO」も用いるようになった。

#### 3代目（2004年6月 - 2016年1月）
- 2代目CIロゴ。

3代目のロゴマーク

- シンボルマーク：奥村昭夫によるデザイン。「ROHTO」（青字）をベースに、末尾の「O」を跳ねて、赤いアンダーバーをつけている。一見、初代のロゴマークと似ているが、3代目のロゴマークでは「R」とアンダーバーは分かれている。[注釈 9]
- 社名ロゴ：「ロート」の部分のロゴは多少変化して太い字体となり、「製薬」の部分のロゴはゴシック体に変化。
- 製品パッケージやテレビCMのクレジットには、シンボルマーク又は社名ロゴを用いる[注釈 10] が、製品によってはパッケージにシンボルマークと社名ロゴの両方を用いる場合もある。また、商品名に「ロート」が入る目薬の一部製品では「右上がりロ」の横幅を縮めた「ロート」が現在でも用いられている。洗眼薬「ロートフラッシュ」シリーズは2013年7月のリニューアル時に「ロート」をシンボルマークから目薬の一部製品と同じフォントに改められた。また、2014年2月に発売した2週間交換型ソフトコンタクトレンズ「ロートモイストアイ」や2015年10月発売の1日使い捨て型ソフトコンタクトレンズ「ロート1dayフレッシュビュー」も目薬の一部製品と同じフォントが用いられている。
- 3代目のロゴマークに変更されたきっかけとなったのは、2003年2月に当社の若手社員で発足した「明日のロートを考える（略称ARK）プロジェクト 社是チーム」の提言によるものである。

#### 4代目（2016年2月 - 2024年6月9日）
- 3代目CIロゴ。

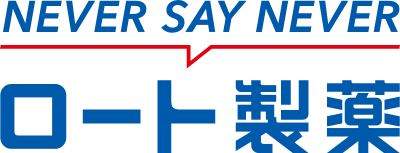
4代目の社名ロゴ

- シンボルマーク：2代目CIロゴのものを踏襲。海外では後述する社名ロゴではなくシンボルマークが用いられた。
- 社名ロゴ：「ロート」の部分のロゴは3代目社名ロゴよりも細い字体となり、「製薬」の部分のロゴはゴシック体から専用書体に変更。また、文字色が2代目・3代目でシンボルマークに用いていた知性を表す青色となった。
- また、社名ロゴ（国内のみ、海外ではシンボルマーク）の上に青字でスローガンである「NEVER SAY NEVER」を配し、スローガンと社名ロゴ（又はシンボルマーク）の間には赤色の吹き出しデザインを配した。赤色は情熱を表し、吹き出しデザインは宣言を表すとともに、血や鼓動を表現している[9]。
- TVCMにおいてはロートリセ『セーラー服と機関銃 タイアップ』篇より、CMの最後にサウンドロゴとして表示されている[注釈 11]。
- 提供番組のクレジット表示は2016年4月より4代目社名ロゴへ変更。製品パッケージへの表示についても、2016年6月以降、リニューアル品・新製品やセルフメディケーション税制対象品（ロートクリア、パンシロンキュアSP等）を中心に順次4代目社名ロゴの表記を開始している。同時に製品パッケージに記載されている「株式会社」の部分も「製薬」の部分と同じ専用書体に変更されている。
- ZOZOマリンスタジアム（プロ野球のパシフィック・リーグに加盟する千葉ロッテマリーンズの本拠地）のバックネット裏に2023年シーズンから掲出している4代目ロゴの看板には、ロッテ主催の一軍公式戦にロッテの佐々木朗希（名前を「ろうき」=「ROHKI」と読ませる右投手）が登板する場合に限って、「2代目CIロゴの字体デザインを変えずに、ロゴの文字だけを通常の『ROHTO』から『ROHKi』に差し替える」という演出が同年4月6日の対北海道日本ハムファイターズ戦から施されている[10]。佐々木はこの年から（目薬などの）アイケア製品のアンバサダーを務めていて[11]、「Vロートプレミアム」などのテレビCMにも単独で出演している[12]。

#### 5代目（2024年6月10日 - 現在）
- 4代目CIロゴ。
- シンボルマーク：「ROHTO」のロゴが2代目CIロゴよりも字体が若干細くなり、デザインは2代目CIロゴのもの（文字やアンダーバー、配色など）を踏襲しつつも、初代ロゴのデザインをベースにアレンジしたもの。但し、Rの斜め棒は初代ロゴ同様きれいな曲線になっているが、途中から赤のアンダーバーになっており、2代目CIロゴ同様、末尾の「O」が若干浮いている。Rが表すのは、ロート製薬の原点である「人」で、「人から湧き出る情熱でハート（心）を動かし、世界を元気にする」という決意を込めている。
- 社名ロゴ：3代目CIロゴの書体を踏襲。
- 提供番組のクレジット表記は変更日当日より3代目CIロゴの「ロート製薬」から4代目CIロゴのシンボルマークである「ROHTO」へ変更された。製品パッケージへは2024年秋より一部の製品において自然切替の形で4代目CIロゴの表示を開始している[注釈 12]。
- TVCMは2024年7月よりロート新緑水b『ベタつき目やに』編で冒頭のロゴ表記と最後のサウンドロゴが4代目CIロゴ仕様へ変更。3代目CIロゴ時代に制作された一部のTVCMも4代目CIロゴに変更した改訂版へ移行されている。

## 歴史
1899年
- 2月22日 - 奈良県出身の山田安民が大阪市南区清水町（現在の大阪市中央区東心斎橋）[要出典]で「信天堂山田安民薬房」として創業。胃腸薬「胃活」[注釈 13] や軟膏「ロートパスタ」を始めとする薬品を販売する。

1908年
- 12月5日 - 「ロート」[注釈 14] が初めて商標登録[注釈 15] される。

1909年
- 4月 - 目薬「ロート目薬」を発売[13][注釈 16]。

1931年
- 2月 - 薬瓶とスポイトを合体した「両口式点眼瓶」を発明。それまでの綿棒に薬液を染み込ませて垂らしたり、スポイトを使って薬瓶から吸い取ったりする手間や衛生上の問題を解決し、目薬「ロート目薬」を一躍「人気商品」に押し上げる。

1943年
- 4月 - 創業者・山田安民が75歳で他界。2代目店主に長男の山田輝郎が就任。

1945年
- 3月10日 - 大阪大空襲により、信天堂山田安民薬房が全焼。[要出典]
- 11月 - 信天堂山田安民薬房の営業を仮再開。[要出典]

1946年
- 2月 - 信天堂山田安民薬房の営業を完全再開。[要出典]

1949年
- 9月15日 - 創業50周年を機に信天堂山田安民薬房の事業を継承する形で資本金1000万円の「ロート製薬株式会社」に改組。初代社長に店主の山田輝郎が就任。年内に本社を東成区大成通へ移転。
- 9月16日 - 胃腸薬「胃活」をリニューアルし、「ロート胃腸薬」として発売。同時に「ロート胃腸薬」の錠剤タイプ「ロート胃腸錠」も発売。さらに当社初の鎮痛剤「ロート頭痛薬」を発売し、飲み薬市場に進出。

1952年
- 12月 - 目薬「ロートペニマイ目薬」を発売（当社初のプラスチック製容器を採用）。

1954年
- 9月 - 胃腸薬「ロート胃腸薬」をリニューアルし、「ロート胃腸薬 シロン」として発売。「パンシロン」シリーズの源流となる[注釈 17]。

1956年
- 10月 - 目薬「ロートネオマイ目薬」を発売。

1958年

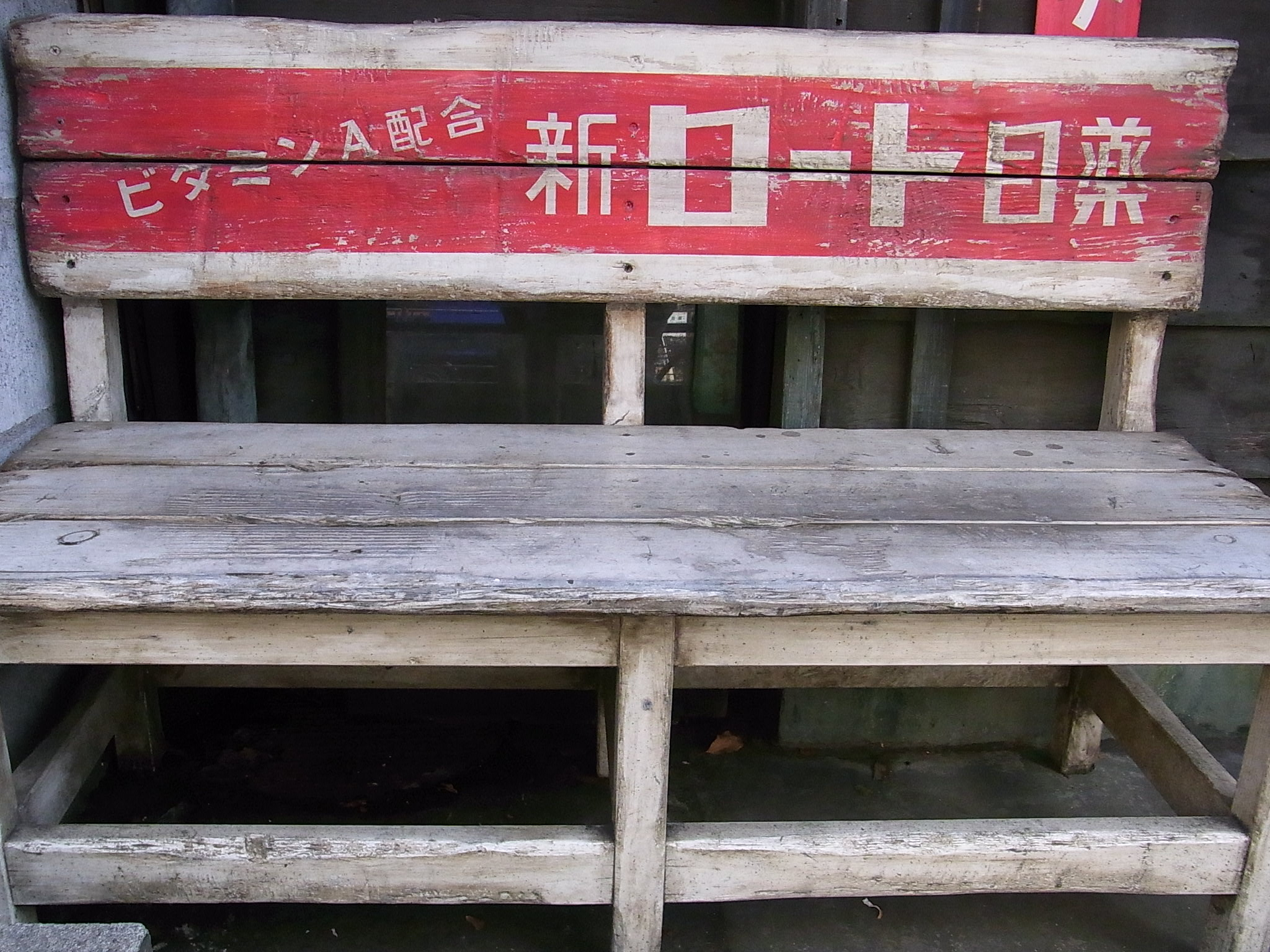
「新ロート目薬」の広告（東京都渋谷区広尾 2010年8月26日撮影）

- 9月 - 目薬「ロート目薬」をリニューアルし、「新ロート目薬」として発売。

1959年
- 4月 - 健胃生薬を配合した胃腸薬「キャシロン」を発売。
- 11月 - 本社・工場を生野区巽西足代町に移転。

1962年
- 2月1日 - 胃腸薬「パンシロン」を発売。同時に胃腸薬「ロート胃腸薬 シロン」の後継品である胃腸薬「ロート胃腸薬 シロンS」も発売。

1963年
- 6月 - 胃腸薬「パンシロン〈錠剤〉」を発売。

1964年
- 2月 - 目薬「V・ロート」を発売[14]。

1966年
- 9月 - 目薬「ロート目薬S」を発売。
- 10月 - 鎮痛剤「ロートン錠」を発売。

1967年
- 9月 - 胃腸薬「パンシロンG」を発売。

1973年

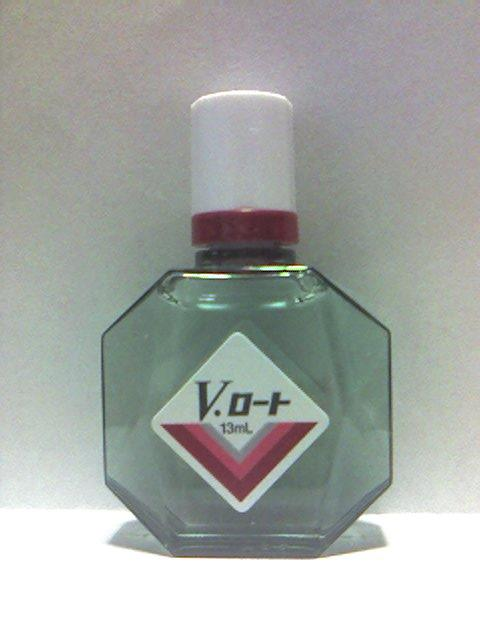
現在のV・ロート。新V・ロートと同じ容器になっている。

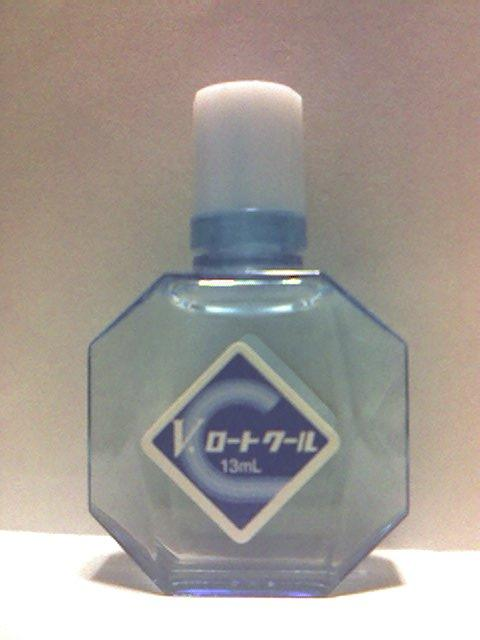
現在のV・ロートクール。V・ロートと同様、新V・ロートと同じ容器になっている。

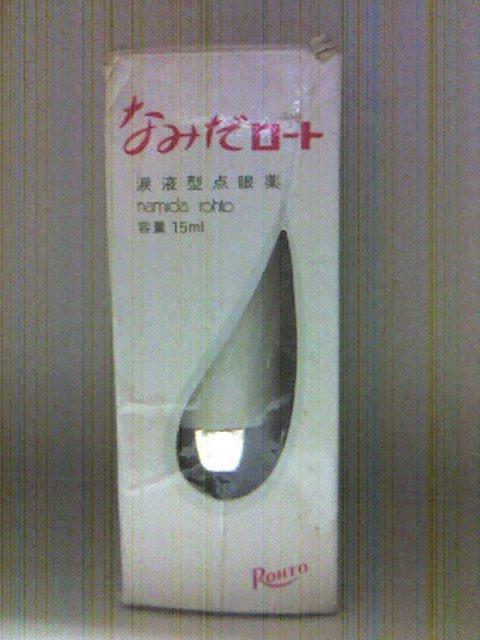
発売当初のなみだロート。パッケージのウインドウには涙の形を採用している。

- 3月 - 涙液状の目薬「なみだロート」及び抗菌性点眼薬「サルファロート」を発売。
- 10月 - 目薬「V・ロートクール」を発売[14]。

1975年
- 8月 - 近江兄弟社（滋賀県近江八幡市）の経営破綻により、1974年（昭和49年）12月に日本国内での製造・販売権を返上していた外皮用薬「メンソレータム」の製造・販売権を北米大手医薬品メーカーのメンソレータム社から取得し、外皮用薬「メンソレータム」「メンソレータムホワイト」、外用鎮痛消炎薬「メンソレータムのラブ」、薬用リップクリーム「メンソレータム薬用リップスティック」の4商品を発売。
※「メンソレータム」は、日本ではメンソレータム社のライセンシーとして近江兄弟社が製造していたが、同社の会社更生法適用申請により1975年（昭和50年）3月31日を以て生産を完了させており、同社の後を受けてロート製薬が権利を継承する形となった[注釈 18]。

1978年
- 4月 - 山田輝郎が会長に就任し、社長に長男の山田安邦が就任。

1979年
- 4月 - 目薬「新V・ロート」を発売[注釈 19][14]。

1980年
- 4月 - 胃腸薬「キャシロン」をリニューアルし、「新パンシロン」として発売。

1981年
- 6月 - 抗菌性点眼薬「サルファロート」をリニューアルし、「ロートSD点眼薬」として発売。

1982年
- 4月 - 目薬「ロートハイなみだ」及び漢方胃腸薬「パンシロン漢方胃腸薬」を発売。
- 4月17日 - 山田輝郎が87歳で他界。
- 10月 - 液状の胃腸薬「パンシロン胃腸内服液」を発売。

1986年
- 2月 - プログラマー向け目薬「ロートOA1」を発売。

1987年
- 1月 - 花粉症向け目薬「ロート点眼薬 アルガード」を発売。
- 2月 - 若者向け目薬「ロートZi:」を発売。
- 11月 - 当社初の健康食品「ロート漢方アマチャヅル」を発売し、健康食品分野に進出。

1988年
- 5月 - 目薬「なみだロートL」を発売。
- 6月 - メンソレータム社を買収して経営権を取得。

1989年
- 3月 - 中高年向け目薬「ロートV40」を発売。
- 6月1日 - 創業90周年を機にCIを導入。ロゴマークを左側が赤で右側が青のダブルRシンボルに変更すると共に、企業スローガンを「健やかな明日のために」と定める。
- 10月 - 日本で初めて、ウルソデスオキシコール酸を配合した胃腸薬「パンシロン新胃腸薬」を発売。

1990年
- 6月 - プロフェッショナル向け目薬「ロートPRO」を発売。
- 8月 - 外皮用薬（鎮痒消炎薬）「メンソレータムAD軟膏」及び「メンソレータムADクリーム」を発売。

1991年
- 4月 - 目薬「新V・ロート」をリニューアルし、「新V・ロートプラス」として発売[14]。

1992年
- 3月 - ドライアイ向けの目薬「なみだロート ドライアイ」を発売。

1993年
- 9月 - 水のいらない胃腸薬「パンシロンNOW」を全国で発売[注釈 20]。

1994年
- 4月 - 市場では初のティーン向け目薬「ロートZi:リセ」を発売[注釈 21]。

1995年
- 4月 - 「ROHTO AWARD（ロート アワード）」を設立。[注釈 22][15]
- 11月7日 - コンタクトレンズケア用品「ロートCキューブ」を発売。

1996年
- 3月 - 目薬「ロートZi:」をリニューアルし、「ロートジーファイ」として発売。
- 9月 - 胃腸薬「パンシロン新胃腸薬」をリニューアルし、「パンシロン01」として発売。

1997年
- 6月 - 目薬「新・ロート養潤水」を発売。[要出典]
- 6月 - 三重県上野市（現・伊賀市）に新工場（上野テクノセンター）を着工。[要出典]

1999年
- 2月22日 - 創業100周年。山田安邦が会長に就任し、社長に長男の山田邦雄（安民の曽孫）が就任。上野テクノセンターの操業を開始。創業100周年記念の期間限定で胃腸薬「パンシロン胃活飲力」[要出典]を発売。
- 4月16日 - 栄養補助食品「フレックスパワー」を発売（当初は通信販売限定で、後に店舗販売も開始される）[16]。
- 7月8日 - 当社初のコンタクトレンズ「ロートI.Q.（アイキュー）」を発売（近視や乱視にも対応した終日装用ソフトコンタクトレンズ）[17]。

2000年
- 7月11日 - 目薬「ロートV40」をリニューアルし、「ロートV40タウ」として発売[18]。
- 7月26日 - 目薬「ロートジーファイ」をリニューアルし、「ロートジーファイニュー」として発売[19]。
- 8月9日 - 異物が混入された目薬と現金を要求する脅迫状が本社に送りつけられる[20][注釈 23]。この一件を機に、現在の「コミュニケーションコール（お客様相談室）」の前身である「製品情報センター」の電話番号が、各製品のパッケージや添付文書に明記された。この時期、企業CMとして、ロートの目薬の安全性を説明するCM[注釈 24] を数回流した。また新聞紙上や店頭でも「お求めの際、ご使用の際はご確認ください」という内容の注意喚起広告が掲示された。[要出典]

2001年
- 6月8日 - 目薬「新V・ロートプラス」をリニューアルし、「新V・ロートEX」として発売[14][21]。
- 9月10日 - 痔疾用薬「メンソレータム リシーナ」を発売[22]。

2002年

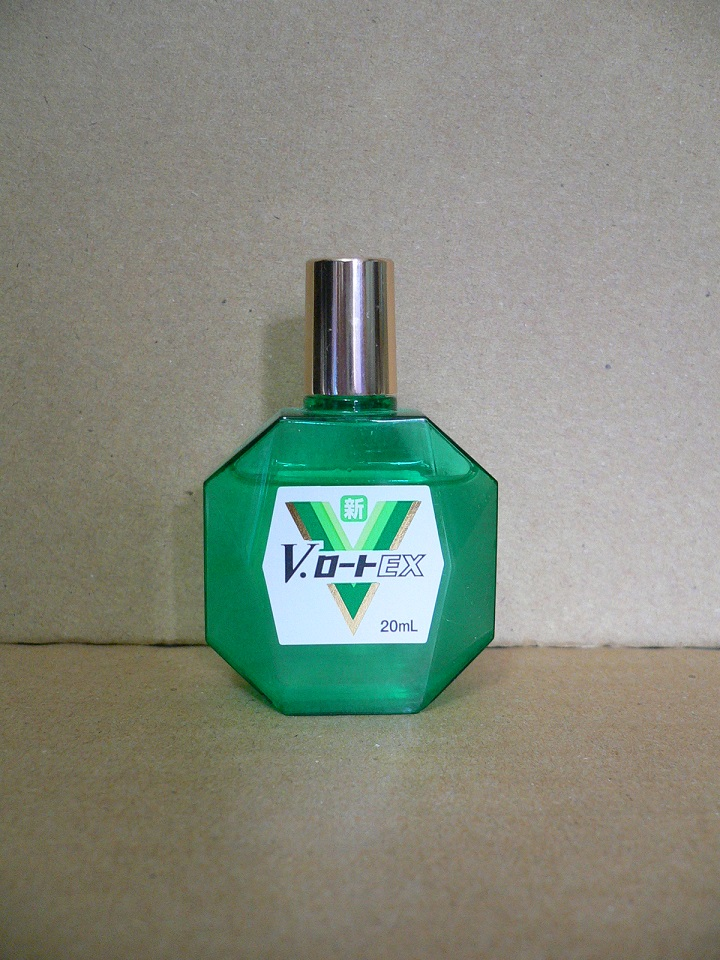
新V・ロートEXの中身が多く入った「新V・ロートEX 大容量」。
※現在の「新V・ロート」にも設定されている

- 2月22日 - 「新V・ロートEX」にOTC目薬基準内最大容量となる20mlの大容量を追加発売[23]。
- 4月8日 - 目薬「ロートアイストレッチ」発売（メチル硫酸ネオスチグミンを基準内最大量配合）[24]。
- 5月22日 - 目薬シリーズ「解眼新書」の第2弾として「なみだロート ドライアイ」をリニューアル。[要出典]

2003年
- 1月8日 - 阪急共栄物産の子会社であるエムジーファーマの全株式を取得し、子会社化する[25]。
- 3月31日 - 山田安邦が76歳で他界。[要出典]
- 5月15日 - 「解眼新書」シリーズ第3弾となる目薬「ロートUVキュア」を発売（硫酸亜鉛を配合）[26]。
- 7月10日 - 目薬「新・ロート養潤水」を「解眼新書」シリーズ第4弾「ロート養潤水」としてリニューアル発売[27]。
- 9月 - 森下仁丹と資本・業務提携を結ぶ。

2004年
- 2月22日 - 創業105周年。
- 3月 - 特定保健用食品「タクティTG」を発売。
- 5月20日 - 創業105周年を機に新たなロゴマーク（2代目CIロゴ）を制定し、スローガンも「Happy Surprise! よろこビックリ誓約会社」に変更[1]。
- 5月25日 - 目薬「ロート抗菌目薬G」を「解眼新書」シリーズ第5弾「ロート抗菌目薬EX」としてリニューアル発売（2代目CIロゴ導入後初の新製品）。[要出典]
- 6月10日 - 「解眼新書」第6弾となる目薬「ロートドライエイド」を発売。[要出典]
- 8月26日[要出典] - スキンケアブランド「肌研（ハダラボ）」シリーズを発売。
- 12月 - 当社子会社のメンソレータム社がグラクソ・スミスクラインのグループ会社2社からニキビ治療・予防の総合ブランド「OXY」の商標権・製造権・特許権を含むすべての権利を取得[28]。

2005年
- 1月14日 - 目薬「ロート点眼薬アルガード」をリニューアルし、「ロートアルガード」として発売。[要出典]
- 7月1日 - 森下仁丹との共同出資により、販売会社「メディケアシステムズ」を設立[29]。
- 7月20日 - バイエル薬品が京都府相楽郡木津町（現・京都府木津川市）の関西文化学術研究都市に所有する研究所（中央研究所）取得に関する契約を締結[30]。

2006年
- 1月18日 - 「解眼新書」シリーズ第7弾となる目薬「ロートクリア」を発売（抗炎症成分プラノプロフェンをスイッチOTC化）[31]。
- 2月1日 - コンタクトレンズ対応目薬「ロートリセ コンタクトa」を発売（コンタクトレンズ対応目薬で日本初のティーン向け商品）。同時に「ロートリセ」を「ロートリセa」へリニューアルする[32]。
- 3月10日 - 「OXY（オキシー）」を日本で男性用化粧品ブランドとして発売[33]。
- 5月11日 - 前年にバイエル薬品から取得した研究所を当社の研究施設「ロートリサーチビレッジ京都」としてオープン[34]。
- 11月8日 - 「和漢箋（わかんせん）」シリーズを発売。漢方薬市場へ進出[35]。

2007年
- 3月22日 - 三共（現・第一三共）の子会社で医薬品等の受託製造を行う目黒化工の全株式を三共から取得し子会社化[36][37]（2014年（平成26年）4月1日付でクオリテックファーマ株式会社に商号変更。[要出典]）。
- 4月16日 - 「解眼新書」シリーズ第8弾となる目薬「ロート抗菌目薬i」を発売（当社製目薬初の1回使いきりタイプ）[38]。

2008年
- 4月9日 - コンタクトレンズ対応目薬「ロートCキューブ ダブルチャージ」を発売（日本初となるコンタクトレンズ装用液の機能を兼ねた目薬）[39]。
- 4月22日 - 「メンソレータムフレディCC膣錠」を発売（日本初となる膣カンジダの再発治療薬のスイッチOTC化）[40]。
- 5月9日 - 目薬「ロートV11」を発売（11種類の有効成分を配合）[41]。
- 10月8日 - 目薬「ロート ドライエイド」を「ロート ドライエイドEX」へリニューアル。同時に「解眼新書」シリーズとして発売されていた「なみだロート ドライアイ」のパッケージデザインを変更、「ロート ドライエイドコンタクト」、「なみだロート ドライアイ・コンタクト」を発売し、これら4品を「ドライアイ（目の乾き）」対策シリーズとして展開する[42]。
- 10月16日 - 2004年から従業員の福利厚生の一環として開始したリラクゼーション施設「スマートキャンプ」を一般向けにも利用可能なように事業化し、東京支社内に「スマートキャンプ東京」をオープン[43]。
- 10月17日 - 胃腸薬「パンシロンキュア」を発売（ピレンゼピン塩酸塩配合）[44]。
- 10月31日 - 皮膚医学の向上発展に寄与することを目的とした研究助成「ロート皮膚医学研究基金」を新設[45]。

2009年
- 2月22日 - 創業110周年。
- 4月 - 「ロート目薬」の発売から100周年を迎える[13]。
- 6月25日 - 吉野俊昭常務が創業家以外で初めて社長に就任。山田邦雄社長は会長に就任[46]。
- 9月1日 - コンタクトレンズ対応目薬「ロートアルガードコンタクト」を発売（ソフトコンタクトレンズ対応目薬で日本初となる抗炎症成分グリチルリチン酸二カリウムとビタミンB6を配合し、「目のかゆみ」の効能・効果が記載された目薬）[47]。
- 9月2日 - 百貨店向けの機能性化粧品ブランド「episteme（エピステーム）」を伊勢丹新宿店と髙島屋大阪店にて発売[48]。

2010年
- 3月8日 - 目薬「ロートジー」シリーズが全品一斉リニューアルされ、主力製品である「ロートジーファイ ニュー」は「ロートジーb」となる[49]。
- 5月10日 - コンタクトレンズ対応目薬「ロートCキューブ クリアフラッシュAL」を発売（ソフトコンタクトレンズ対応目薬として日本で初めて抗ヒスタミン剤のクロルフェニラミンマレイン酸塩を配合）[50]。
- 7月 - 新規事業として、熱分解炉システム外販の営業活動を開始。同年11月に当社上野工場に熱分解炉システムを導入[51]。
- 10月12日 - 胃腸薬「パンシロン01」の微粒タイプをリニューアルし、「パンシロン01プラス」として発売[52]。
- 12月15日 - コンタクトレンズ対応目薬「ロートアルガードコンタクト」をリニューアルし、「ロートアルガードコンタクトa」として発売[53]。

2011年
- 3月8日 - 「解眼新書」シリーズの第9弾となる目薬「ロート新緑水」を発売。同時に、第3弾として発売された「ロート養潤水」を「ロート養潤水α」としてリニューアルする[54]。
- 3月25日 - 東日本大震災による震災孤児支援を目的に、当社社員による震災復興の専任支援チームで編成された「震災復興支援室」を新設[55]。
- 7月11日 - 「解眼新書」シリーズの第10弾となるコンタクトレンズ用目薬「ロートアイストレッチコンタクト」を発売（ソフトコンタクトレンズ対応目薬で日本初となるネオスチグミンメチル硫酸塩を配合）[56]。
- 9月3日 - 美容液「エピステーム Cデュアルエナジー」を発売（製剤技術的な問題で外用剤への配合が難しかったピロロキノリンキノンを世界で初めて配合）[57]。
- 9月21日 - 東日本大震災において被災し、両親またはどちらかの親を亡くした子供たちの進学支援を目的に、カゴメ・カルビーとの3社合同で奨学基金「みちのく未来基金」を設立[58]（同年12月1日に認可を受け、公益法人化される[59]）。

2012年
- 5月30日 - 竹島が韓国領であると宣伝していた韓国女優キム・テヒを宣伝に起用したことに絡めて竹島がどこの国に帰属するかを問い合わせに訪れた元在日特権を許さない市民の会幹部らが強要罪で逮捕、懲役刑が科される（ロート製薬強要事件）。
- 6月1日 - 目薬「新V・ロートEX」のリニューアルにより、約21年ぶりに商品名が「新V・ロート」へ回帰される（ビタミンB6が増量され、眼科用薬となる）[14]。
- 6月30日 - 子会社のメディケアシステムズが解散[60]。
- 9月28日 - 兵庫県神戸市中央区に、イートインのカフェスペースを併設したスイーツショップとエステ&リラクゼーションの複合施設「スマートキャンプ神戸」をオープン[61]。
- 10月13日 - これまで一部の百貨店限定で販売していた「エピステーム」を同日にイオン成田店内にオープンした直営のビューティカウンター「ROHTO BEAUTY SCIENCE（ロートビューティサイエンス）※」でも取り扱いを開始。
※2013年より「ROHTO BEAUTY HEALTH SCIENCE（ロートビューティーヘルスサイエンス）」に改称。

2013年
- 3月19日 - 男性向けデオドラントスキンケアブランド「デ・オウ」を発売[62]。
- 4月26日 - 大阪市北区のグランフロント大阪・ナレッジキャピタル内に、フレンチレストラン・リラクゼーション施設等からなる「スマートキャンプうめきた」をオープン[63][注釈 25]。
- 5月17日 - 体性幹細胞の実用化を促進するため、「再生医療研究企画部」を新設[64]。
- 7月12日 - 大阪証券取引所の運営終了に伴い、大阪証券取引所第1部（証券コード：4527）の上場を廃止。
- 10月10日 - 目薬「ロートナノアイ」「ロートナノアイ クリアショット」を発売（当社製目薬の中で最も小さい一滴の目薬）[65]。
- 12月16日 - 北海道江別市で菓子・飲料・惣菜の製造販売や農産物の加工販売を行う北辰フーズの全株式を取得し、完全子会社化したことを発表[66]。

2014年
- 1月15日 - 目薬「ロートアルガード プレテクト」を発売（一般用医薬品で日本初となる抗アレルギー剤トラニラストを医療用と同濃度配合したアレルギー専用目薬）[67]。
- 2月22日 - 創業115周年。シリコーンハイドロゲル素材を使用した2週間交換型ソフトコンタクトレンズ「ロートモイストアイ」を発売。
- 3月12日 - 「SUGAO Air Fit（スガオ エアーフィット）CCクリーム」を発売。ベースメイク化粧品市場に本格進出[68]。
- 4月10日 - 目薬「ロートVアクティブ」を発売（「V・ロート」の発売50周年を記念して発売）[14][69]。
- 4月20日 - 目薬「ロートCキューブ」シリーズのうち、「クリアフラッシュAL」「モイスト」「ダブルチャージ」を刷新し、「ロートCキューブプラス ビタフラッシュ」「ロートCキューブプラス モイスト」「ロートCキューブプラス ダブルフィット」として発売[70]
- 6月10日 - 「ロート」ブランドが「最新年度において最も売上の高いOTCアイケアブランド」としてギネス世界記録の認定を受ける[71]。
- 6月15日 - 「ロートリセ」シリーズ全商品をリニューアル。このうち「ロートリセ コンタクトa」からリニューアルした「ロートリセ コンタクトb」はカラーコンタクト装用時でも使用可能となる[72]。
- 10月7日 - 目薬「ロートV11マイルド」を発売（「ロートV11」のしみないタイプ）[73]。
- 11月16日 - 目薬「ロートソフトワン点眼液」を発売（当社製目薬初の1週間使いきりタイプ）[74]。

2015年
- 3月16日 - 奈良県との間で、連携と協力に関する包括協定を締結[75]。
- 4月17日 - 東急不動産との間で、互いの強みを生かした事業の実施及び検討を開始する包括的業務提携に合意したことを発表[76]。
- 5月31日 - 再生医療関連の特許管理と共同研究の管理並びに導出を目的とした子会社として、株式会社インターステムを設立[77]。
- 6月24日 - 当社初の機能性表示食品となるサプリメント「ロートV5粒」を発売。
- 6月26日 - 沖縄県にある琉球大学内に「再生医療研究センター」を建設し、同大学に寄贈したことを発表[78]。
- 10月1日 - コンタクトレンズ「ロート1dayフレッシュビュー」を発売（当社初となる1日装用タイプのソフトコンタクトレンズ）。
- 10月15日 - 兵庫県神戸市に本社があり、生薬製剤等を中心とした一般用医薬品・化粧品・医療用医薬品の製造販売を手掛ける（初代）摩耶堂製薬が吸収分割して同社の事業に関する権利義務の一部を譲渡した新摩耶堂製薬の全株式を取得して完全子会社化。当社の完全子会社となった新摩耶堂製薬は（2代目）摩耶堂製薬に商号変更する（同時に〈初代〉摩耶堂製薬はMS整理会社に商号変更）[79]。
- 12月7日 - モバイルヘルステクノロジーベンチャー企業の株式会社FiNCが実施する第三者割当増資を引き受けたことを発表[80]。

2016年
- 2月24日 - コーポレート・アイデンティティ（CI）を改定し（これに伴いロゴマークも変更され、3代目CIロゴが制定）、コーポレートスローガンを「NEVER SAY NEVER」に変更することを発表（発表に先立ち、公式の企業情報サイトでは創業日である同年2月22日より変更済み）[2]。
- 3月16日 - 白髪用染毛料「50の恵 頭皮いたわりカラートリートメント」を発売し、ヘアカラーリング剤市場に進出。
- 10月25日 - 目薬「Vロートプレミアム」を発売（国内最多となる12種類の有効成分を配合）[81]。発売に合わせ、取引先であるドラッグストア小売業36社と共同で目薬の売り上げの一部を世界の眼科医療発展の支援活動に寄付する社会貢献活動の取り組みを開始[82][注釈 26]。
- 11月1日 - 特定細胞加工物製造許可を取得[14][83]。
- 11月11日 - スープ「ダルーラ」を通信販売[注釈 27] で発売[84]。
- 12月21日 - 排卵日予測検査薬「新ドゥーテストLH」を「ドゥーテストLHa」にリニューアル。リニューアルに伴って排卵日予測検査薬では初めての一般用医薬品（第1類医薬品）となる[85]。

2017年
- 3月20日 - カラーコンタクトレンズ「ロート ワンデー エマーブル」を発売[86]。
- 3月21日 - 歯槽膿漏薬「ハレス口内薬」を発売し、オーラルケア分野に進出[87]。
- 6月9日 - 社名であるロートの数字の語呂合わせである"610"にちなみ、毎年6月10日を「ロートの日」に制定することを発表。日本記念日協会が認定する正式な記念日となる[88]。
- 8月30日 - 大阪府との間で包括連結協定を締結[89]。
- 9月19日 - 目薬「Vロートアクティブプレミアム」を発売（ビタミンA（レチノールパルミチン酸エステル）配合）[14][90]。
- 9月26日 - 胃腸薬「パンシロン ソフトベール」を発売（日本初となるテプレノンと銅クロロフィリンナトリウムを同時配合したソフトカプセルタイプ）[91]。

2018年
- 3月14日 -
  - 女性向けデオドラントスキンケアブランド「デオコ」を立ち上げ、ボディ用洗浄剤「デオコ 薬用ボディクレンズ」を発売[92]。
  - 美容補助食品「ヘリオホワイト」を発売（日東薬品工業及びスペインのカンタブリアラボ社との共同開発により、ファーンブロック含有食品で日本初の国内製造品となる）[93]。
- 6月25日 - 塩野義製薬の子会社でOTC医薬品の製造・販売を行うシオノギヘルスケアとの間で協業に向けた資本提携を締結し、シオノギヘルスケアの株式の15%を塩野義製薬から取得したことを発表[94][95]。
- 7月31日 - 吉野俊昭代表取締役社長が急逝[96]。
- 8月9日 - 吉野俊昭前社長の急逝を受け、山田邦雄代表取締役会長が社長を兼務[97]。
- 10月22日 - 卓球・Tリーグの「オフィシャル アイケアパートナー」就任を発表[98]。
- 11月7日 - 男性用発毛剤「リグロEX5」を発売[99]。
- 12月19日 - 点鼻薬「ロートアルガード クリアノーズ 季節性アレルギー専用」を発売（点鼻薬として日本初のフルニソリドを配合）[100]。

2019年
- 2月22日 - 創業120年の記念日に、本社所在地である大阪市生野区との間で健康・こども・災害時支援・地域活性化・シティプロモーションなど5分野における連携と協働に関する包括連結協定を締結[101]。
- 2月27日 - 目薬「Vロート ドライアイプレミアム」を発売[102]。
- 3月27日 - コンタクトレンズ対応目薬「ロートCキューブ プラス」シリーズが「ロートCキューブ プレミアム」シリーズへ刷新され、「ロートCキューブ プレミアムクリア」「ロートCキューブ プレミアムモイスチャー」「ロートCキューブ プレミアムフィット」を発売[103]。
- 5月22日 - 香りを感性デザインの手法で科学的に検証し、香りのメカニズムを製品開発や生産性向上に活用する企業向けイノベーションラボ「BÉLAIR LAB（ベレアラボ）」をオープン[104]。
- 6月27日 - 代表取締役社長に武田コンシューマーヘルスケア株式会社（現：アリナミン製薬株式会社）初代社長の杉本雅史が就任。初の非プロパーの社長となる[105][106]。
- 10月1日 - 女性向けスポーツブランド「Propo（プロポ）」を発売。プロテインの取り扱いを開始する[107]。
- 12月5日 - 東京都渋谷区の大型商業施設渋谷フクラス内に直営のコンセプトサロン「ロートQualityAgingサロン（ロートクオリティエイジングサロン）」をオープン[108]。
- 12月18日 - 目薬「ロートアルガード クリニカルショット」「ロートアルガード クリニカルショットm」を発売（アレルギー専用目薬として日本初となるトラニラストとプラノプロフェンを同時配合）[109]。

2020年
- 1月29日 - 奈良県に拠点を構えるプロバスケットボールチーム バンビシャス奈良との間でトップパートナー契約を締結[110]。
- 3月2日 - 医療用眼科点眼薬の製造・販売を主体に行う医薬品メーカーである株式会社日本点眼薬研究所の全株式を取得して子会社化。同社は当社のグループ会社となる[111][112]（2022年4月1日付でロートニッテン株式会社へ社名変更する[113]）。
- 3月21日 - 膣カンジダ再発治療薬「メンソレータムフレディCC1」シリーズを発売（OTC医薬品の膣カンジダの再発治療薬で初となる1日療法タイプ）[114]。
- 4月13日 - 目薬「ロートジー」シリーズ（ジーb/ジープロd/ジーコンタクトb）をリニューアル[115]。
- 4月28日 - わかもと製薬株式会社との包括的業務提携に合意したことを発表[116][117]。
- 6月26日 - 株式会社カネカとの間で涙道カテーテル事業における事業提携に合意したことを発表[118]。
- 7月1日 - 機能性表示食品のサプリメント「ロートV5粒アクトビジョン」を通信販売[注釈 27]で発売（「ロートV5粒」の包装をシートタイプのPTPとした製品）[84]。
- 7月13日 - 目薬「ロートデジアイコンタクト」を発売（コンタクト用目薬で初となる硫酸亜鉛水和物を配合）[119]。
- 7月22日 - 女性向けD2Cスキンケアブランド「SKIO（スキオ）」をECサイトで発売[120][121]。
- 9月19日 - 胃腸薬「パンシロンアクティブ55」、「パンシロンアクティブ55ST」を発売[122]。
- 9月20日 - 目薬「Vロート コンタクトプレミアム」を発売[123]。
- 9月23日 - メイク落とし「Auna（アウナ） マイルドホットクレンジングジェル」をECサイトで発売（全顔用メイク落とし用途のホットクレンジングで日本初となる界面活性剤フリー処方を採用）[124]。

2021年
- 3月23日 - 自家培養軟骨細胞の移植による治療法や新規再生医療技術及び評価技術の研究開発を行うオリンパスRMS株式会社の全株式をオリンパス株式会社から取得し、譲渡手続きを完了。同社は当社のグループ会社となり、インターステム株式会社へ社名変更する[125][126]。
- 7月16日 - 株式会社ファーマフーズとの資本業務提携を発表[127][128]。
- 8月10日 - 飲食店舗の企画運営事業などを行うカフェ・カンパニー株式会社との資本業務提携を締結し、同社の株式を取得して持分法適用会社化する[129]。
- 8月31日 - 天藤製薬株式会社の発行済み株式の67.19％を取得し、子会社化[130][131]。
- 11月23日 - 目薬「ロートクリニカル抗菌目薬i」を発売（1回使い切りタイプの抗菌性点眼薬で初めてかゆみ抑制成分を配合）[132]。
- 12月 - グループ会社の株式会社アンズコーポレーションから敏感肌向けスキンケアブランド「アトレージュAD+」の製造販売を引き継ぐ（2022年3月をもって店頭での販売を終了し、「ロート製薬オンライン」での販売へ移行）。

2022年
- 2月 - 目薬「ロートCキューブ」シリーズのうち、「ロートCキューブa」「ロートCキューブクールa」「ロートCキューブアイスクールa」をリニューアル（処方改良に加え、添付文書のレス化や容器ラベルの一部削減などを行ったエコ包装へ変更）[133]。
- 3月28日 - 目薬「Vロート プレミアム」シリーズ（プレミアム・アクティブ プレミアム・ドライアイ プレミアム・コンタクト プレミアム）をパッケージリニューアル[134]。
- 7月22日 - 設備の異常兆候検出を目的としたモニタリングシステム「Rohto Open Monitoring System」を構築し、製造設備の保全に携わる方に向けて無償公開したことを発表[135]。
- 9月28日 - エイチ・ツー・オー リテイリング株式会社が運営する阪神百貨店梅田本店の地下1階阪神食品館に「ロートレシピ 旬穀旬菜」をオープンし、デパ地下における惣菜事業を開始[136]。
- 11月14日 - 子会社のエムジーファーマ株式会社から同年7月1日に製造販売とサポートを承継した便秘薬「ミルマグ液」、「錠剤ミルマグLX」をリニューアルして自社製品として発売。
- 11月29日 - ペットショップ「Pet Plus（ペットプラス）」を運営する株式会社AHBと業務提携を締結し、コンパニオンアニマル事業を開始[137]。

2023年
- 1月15日 - NU茶屋町プラス内に食事業ブランド「ロートレシピ」のフラッグシップ店舗となる梅田NU茶屋町プラス店をオープン（本施設は持分法適用関連会社のカフェ・カンパニー株式会社がパートナーとして入り、運営は子会社の株式会社ロートウェルコートが行う）[138]。
- 1月19日 - 株式会社ユーグレナとの間で持続可能な社会の実現に向けた協業の推進を目的として資本業務提携を締結したことを発表[139]。
- 4月1日 - 富士ソフト・ティッシュエンジニアリング株式会社を子会社化。株式会社ロートセルファクトリー東京へ社名変更する。
- 4月28日 - 学校法人藤田学園の100%子会社である株式会社フジタ・イノベーション・キャピタルとの合弁によりリアルワールドデータの利活用を促進する事業会社として株式会社FirstReal Healthdata Systemsを設立[140]。
- 5月11日 - 機能性化粧品ブランド「ダーマセプトRX」を発売。「ロートメディカルケアメソッド」と呼ばれる医療機関で行われる問診を経た使い方指導の考え方に基づいた販売システムが用いられており、ロート通販限定で発売される[141]。
- 8月13日 - スキンケアブランド「Calamee（カラミー）」を発売[142]。
- 9月10日 - スキンケアブランド「BLOOMIO（ブルーミオ）」を発売[143]。

2024年
- 2月22日 - 創業125周年。
- 3月13日 - 目薬「ロートリセグロウ」を発売[144]。
- 5月1日 - 当社初となる犬用健康補助食品「ロートV5わん」をロート通販限定で発売[145]。
- 6月10日 - 創業125周年を迎えたのを機に、「ロートの日」に合わせて「ROHTO」のロゴデザイン（シンボルマーク）が4代目CIへ、コーポレートスローガンを「ロートは、ハートだ。（英語ではMoving the Heart）」へそれぞれ改定[146][147]。
- 9月 - 「プロリー」・「ギュット」を順次発売し、ヘアケア市場へ本格参入[148]。
- 9月30日 - スジャータめいらくグループとの共同開発によるココア飲料「スジャータ セノビック ミルクココア味」を同社を通じて発売。他社製品ながらパッケージに4代目CIを表記した最初の製品となる[149]。

2025年
- 1月21日 - 「ハートフード 5年備蓄おにぎり」をロート通販での予約販売を開始し、備蓄食品市場へ進出[150]。

## メディア

### 提供番組

#### 現在の番組
単独提供
- よゐこ濱口の満喫!セカンドライフ（BS-TBS）※コーポレートスローガン付のカラー表示。
- 純烈 スーパー銭湯!!（全国AMラジオ数局）
※「50の恵」名義。
- おなかがグーは、しあわせのグー。（信越放送・山梨放送・新潟放送・静岡放送・北日本放送・北陸放送・福井放送・CBCラジオ・RKB毎日放送・長崎放送／NBCラジオ佐賀・熊本放送・大分放送・宮崎放送・南日本放送・琉球放送）※「パンシロン」名義。
※2023年9月30日（金曜日）まで「パナソニック（当社と同じく大阪府内に本社を置く企業）の単独提供による企画ネット番組」として放送されていた『歌のない歌謡曲』のネット終了に伴って、翌週（10月2日）から平日の早朝（同番組を放送していた時間帯）に編成されている事前収録（南日本放送のみ基本として生放送）のラジオ番組で、JRNに加盟している九州・沖縄エリア7局のブロックネット方式による共同企画番組として編成。2024年5月6日（月曜日）から、中部地方のJRN加盟局8局でも放送（こちらは参加局が週替わりで制作し、同一内容を放送[151]（企画ネットではない））。
- Happy Sunrise! 今日の天気とロートスキンケア情報（中国放送・山陰放送・山口放送・RSKラジオ）
『おなかがグーは、しあわせのグー。』と同様の経緯から、JRNに加盟している中国エリア4局のブロックネット方式による共同企画番組として、2024年4月1日（月曜日）から放送。

複数社提供
特記がないものは30秒。
日本テレビ系
- ZIP!（2024年4月 - ）※火曜と金曜。
- ヒルナンデス!（2024年10月 - ）※木曜12時台。
- 月曜から夜ふかし（2022年4月 - ）※プライムタイム進出後に月曜21時枠と枠入れ替え。同業者のP&G、2023年4月からは第一三共ヘルスケアも提供。

TBS系
- TBSテレビ系列日曜夕方4時30分枠のアニメ（2024年4月 - ）※カウキャッチャー
- 情報7days ニュースキャスター ※長年続いた大正製薬から引き継いだ、「サンデーモーニング」より移動。

フジテレビ系
- めざましテレビ（2025年4月 - ）[注釈 28]
- Mr.サンデー（2024年10月 - 、「火曜は全力!華大さんと千鳥くん」から移動。1年半ぶりに復帰。）[注釈 29] ※別枠でP&Gも提供。

テレビ朝日系
- 朝日放送テレビ制作日曜10時枠の連続ドラマ ※カウキャッチャー
- マツコ&有吉 かりそめ天国 ※同業者のP&G、小林製薬、第一三共ヘルスケアも提供。
- 芸能人格付けチェックお正月スペシャル（2009年以降、ABCテレビ制作） ※奇数年。
- DAIGOも台所〜きょうの献立何にする?〜（2022年4月 - 、ABCテレビ制作）

テレビ東京系
- 日経スペシャル カンブリア宮殿→世界ナゼそこに?日本人（2016年4月 - ）[注釈 30]
- 乃木坂工事中（テレビ愛知制作）

BS
- 吉田類の酒場放浪記（BS-TBS） ※吉田類本人出演の、「パンシロン」の番組内オリジナルCMが放映されている[152]。
- 日経プラス10（BSテレ東）

その他
- 全東北民謡選手権大会（東北放送・IBC岩手放送・青森放送・秋田放送・山形放送・福島テレビ）

ほか。

#### 過去の番組
一社提供
- 私はナンバーワン（毎日放送）
- アップダウンクイズ（毎日放送）[注釈 31]
- クイズ!!ひらめきパスワード（毎日放送）
※1991年10月から放送終了までの半年間は同社（60秒）を筆頭とした複数社提供となった。
- ダイラケ二等兵（朝日放送）
※唯一の朝日放送（現：朝日放送テレビ）の制作による一社提供番組。オープニングキャッチはない。
- 月曜日の男（TBS）
- おれの番だ!（TBS）
- 三木のり平のおお!ポン人（TBS）
- 青島幸男のおお!ながら君（TBS）
- こりゃまた結構（TBS）
※放送終了後、『お笑い頭の体操』の放送開始までは『新春グランド歌合戦』をつなぎ目的で1か月放送したが、これは複数社提供であった。
- TBS系列土曜19時30分枠[注釈 32]
  - お笑い頭の体操[注釈 33]→クイズダービー→クイズテレビずき!
- 永沢君（TBS）
※帯ミニドラマ。主に水曜放送分を一社提供。オープニングキャッチはない。
- 白面剣士 牛若天狗（日本テレビ）
※オープニングキャッチはない。
- 底ぬけ脱線ゲーム（日本テレビ）
- ほんものは誰だ!（日本テレビ）
- 推理クイズ・私がほんもの!（日本テレビ）
- なぜなぜダイヤル!?（日本テレビ）
- 演歌スペシャル（日本テレビ）
※わずか2回だけの放送。
- 勝抜きドンドン歌合戦（日本テレビ）
- おもしろ博士クイズ（日本テレビ）
- おもしろクイズBOX（日本テレビ）
- 大きなお世話だ（日本テレビ）
- ごきげん!月曜7時半（日本テレビ）
- ギャグパラダイス!俺たちにカギはない（日本テレビ）
※単発番組。
- ぼうふら紳士（フジテレビ）
- 笑えば天国（フジテレビ）
- びっくりショーシリーズ（フジテレビ）

びっくりショー→万国びっくりショー
- なんでも110番（フジテレビ）
- しろうと芸能大賞（フジテレビ）
- 夜のグランドショー（フジテレビ）
※前半枠のみ。フジテレビ単独制作番組では唯一。
- 関西テレビ制作水曜22時枠
  - おくにじまんスター自慢→特集 ザ☆スター→相性診断!あなたと私はピッタンコ→相性診断!ザ・ピッタンコ→激突!お笑いルーレット※いずれも前半枠のみ。
- 三枝の愛ラブクリニックシリーズ（関西テレビ）
※同上。

三枝の愛ラブクリニック→三枝の愛ラブ!爆笑クリニック
- ひらけ!GOMA王国（関西テレビ）
※同上。
- SMAP×SMAP（関西テレビ・フジテレビ）
※同上。番組開始 - 2010年3月。同年4月からは前半枠と後半枠を隔週毎で入れ替えの30秒。2016年9月に降板。同年12月で番組が終了。
- お笑い他流試合（NETテレビ）
※わずか2本のNETテレビ（現：テレビ朝日）の制作による一社提供番組。
- 木曜スター対抗戦（NETテレビ）
※同上。
- レレレの天才バカボン（テレビ東京）
※2004年1月 - 3月に深夜で再放送した時のみ。
- Quality of Life 〜健康IQアップを目指して!〜（BS-TBS）
※民放BS局初の一社提供番組かつ初の一社提供ミニ番組。
- 彩 日本遺産（BS-TBS）

複数社提供
- 日本テレビ系列
  - 読売テレビ制作土曜夕方5時30分枠のアニメ※カウキャッチャー（2016年4月から2021年3月まで）
  - いつみても波瀾万丈（1997年4月 - 1999年3月）
  - NNNきょうの出来事
  - NNNライブオンネットワーク
  - ズームイン!!朝!
  - おもいッきりテレビ
  - セーラー服反逆同盟
  - きまぐれオレンジ☆ロード
  - 燃える!お兄さん
  - 美味しんぼ ※月曜19時台後半枠時代。
  - スーパーJOCKEY
  - どっちの料理ショー（同上）
  - 1億人の大質問!?笑ってコラえて! ※同業者のライオンも提供。嘗てはユートク薬品も提供していた。
  - 金曜ロードショー ※ミツカンから引き継いだ、現在は同業者の小林製薬に交代。かつては、同業者の大正製薬が提供していた。
  - 超問クイズ! 真実か?ウソか?（前半ナショナルスポンサー）
  - 火曜サプライズ（後半ナショナルスポンサー） ※2020年10月 - 終了まで提供。嘗ては同業者のP&G、小林製薬、ファンケルも提供していた。
  - ザ!世界仰天ニュース ※嘗ては同業者のP&G、ライオン、小林製薬、Unilever、SUNSTAR、健栄製薬も提供していた。
  - 人生が変わる1分間の深イイ話 ※2020年10月 - 終了まで提供。嘗ては同業者のP&G、花王、ライオン、Unilever、SCジョンソン、FANCL、エリエールも提供していた。
- ダウンタウンDX（読売テレビ制作） ※『秘密のケンミンSHOWシリーズ』から移行し、2020年10月より提供。同業者のP&Gも提供。嘗てはUnilever、小林製薬も提供していた。2024年3月で降板。
  - 火曜22時枠
    - 魔女たちの22時→スター☆ドラフト会議→幸せ!ボンビーガール ※同業者の提供。嘗てはP&G、アース製薬、ファンケル、クラシエも提供していた。

  - 木曜20時枠
    - モクスペ（後の『ぐるナイ』にて提供継続）→ぐるナイ ※後半ナショナルスポンサー、2024年3月で降板。『モクスペ』から引き続いて提供。同業者のP&G、LIONも提供。嘗てはDHC、Unilever、SCジョンソン、花王、小林製薬も提供していた。

  - 土曜22時枠
    - エンタの神様→嵐にしやがれ※途中降板。

  - 真相報道 バンキシャ!
  - スッキリ
  - 情報ライブ ミヤネ屋（読売テレビ、日本テレビ系 木曜14時台）→ヒルナンデス!（12時台冒頭）に移動。
  - スター爆笑Q&A（読売テレビ制作）
  - YAWARA!（同上）※1990年3月まで。
  - ヤッターマン（同上）
  - 名探偵コナン（同上、土曜18時時代）
  - ウェークアップ!ぷらす（同上）
  - 秘密のケンミンSHOW→秘密のケンミンSHOW極（同上） ※TEIJINからの交代。同業者の小林製薬、再春館製薬所も提供。嘗てはP&G、SUNSTARも提供していた。その後は、1時間後の『ダウンタウンDX』に移行していたが、2024年3月で降板。
  - 遠くへ行きたい（同上）
  - 浜ちゃんと!（読売テレビ）
  - 1×8いこうよ!（札幌テレビ）
- TBS系列
  - チャレンジ大魔王
  - 2時っチャオ!
  - 木曜ドラマ (TBS)
  - 関口宏の東京フレンドパークII
  - 上岡龍太郎がズバリ!
  - 筋肉番付
  - ミズノオープン※1997年、60秒。
  - SAMBA・TV※20世紀の名番組丸ごと大集合内のクイズダービー。
  - EXE
  - リンカーン
  - 朝ズバッ!（隔日）
  - もてもてナインティナイン
  - サンデーモーニング
  - 爆報! THE フライデー
  - 毎日放送の本社が土曜日の午前中に制作している全国ネット番組の生放送枠
    - 知っとこ!
    - サタデープラス（放送期間の途中で撤退）

  - 毎日放送の東京支社が制作する全国ネット向け番組の放送枠
    - 木曜20時枠（1992年4月から1999年3月まで）→水曜19時枠（1999年4月から2004年3月まで）
      - ダウトをさがせ!→オレたちのオーレ!→明石家多国籍軍→ダウトをさがせ!II→ダウトをさがせ!R→最大公約ショー→グラフィティ'96→グラフィティ'97→イチバン!→超!よしもと新喜劇→超コメディ60!→全国制覇バラエティー ジパング大決戦!（ここまで木曜20時枠）→チャンスの殿堂!（ここから水曜19時枠）→ビッグ・ウェンズデイ→THE!おいしい番組→小さな恋見つけた。→愛と涙の蔵出し物語→ダウンタウン・セブン→あったか生活!秘伝!カテイの魔法（放送期間の途中で後述する『ブリンぶりん家』に移動）

    - 水曜22時枠
      - 明日使える心理学!テッパンノート→久米宏のテレビってヤツは!?→クメピポ! 絶対あいたい1001人→THE1億分の8→イチハチ（2008年4月 - 2010年9月）

    - 日曜の7時台前半枠
      - ブリンぶりん家（2004年4月 - 9月）

    - アニメ枠
      - 日曜の17時台前半枠（2008年4月 - 2017年4月）→アニメサタデー630・第1部（2017年4月 - 2019年6月、カウキャッチャー）→日5（2022年4月 - 12月、カウキャッチャー）

    - 日曜22時枠（2010年10月以降は隔週毎に前半枠と後半枠を入れ替え）
      - たけし・所のドラキュラが狙ってる※『クイズ!!ひらめきパスワード』の放送終了後に移動。→<<一時降板>>→EXILE魂（毎日放送・TBS共同制作）→日10☆演芸パレード→ホムカミ〜ニッポン大好き外国人 世界の村に里帰り〜※途中降板→『知っとこ!』に移動。

    - 日曜の22時台前半枠
      - ハロー!人間グラフィティ→Ryu's Bar 気ままにいい夜→植木等デラックス→JTドラマBOX→優雅なエゴイズム→たかじん・ナオコのシャベタリーノ!→1×1 -ONE・BY・ONE- →情熱大陸（MBS制作）（1987年4月 - 2022年12月）※カウキャッチャー。

  - CBCテレビの東京支社が制作する全国ネット番組の放送枠（日曜日の23時台後半）
    - ドーナツトーク（2022年10月 - 2024年3月）※後半枠の60秒筆頭スポンサー。前半枠で同業者のP&Gも提供。当社のイメージキャラクターの1人である水野美紀がMC陣に名を連ねていた関係で、2022年11月から2023年5月までは、水野の出演による60秒のコラボレーションCMがこの番組内に限って放送されていた。

- フジテレビ系列
  - 水曜19時枠
    - Dr.スランプ アラレちゃん→ドラゴンボール→ドラゴンボールZ→ドラゴンボールGT（本番組まで30分）→<<一時降板>>→クイズ!ヘキサゴンII→おじゃMAP‼︎（本番組以降は1時間、2008年4月 - 2016年12月）

  - 月曜20時枠
    - HEY!HEY!HEY! MUSIC CHAMP→ジェネレーション天国

  - 小川宏ショー
  - 爆笑レッドカーペット
  - たけしのコマネチ大学数学科
  - FNNニュース※日曜最終版のみ。2011年には一社提供の時もあり（オープニングキャッチはなし）。
  - 森田一義アワー 笑っていいとも!※隔日・後半ナショナルスポンサー
  - ネプリーグ
  - カスペ!（2008年4月 - 2012年9月）
  - FNNプライムニュース デイズ
  - VS嵐
  - 奇跡体験!アンビリバボー（2008年4月 - 2020年3月）
  - めちゃ2イケてるッ!
  - 関西テレビ制作火9ドラマ（カンテレ制作）※カウキャッチャー（SMAP×SMAPから移動、2016年10月 - 2020年9月）。
  - 火曜は全力!華大さんと千鳥くん同業者の小林製薬、後半枠はP&Gも提供していた。「Mr.サンデー」へ移動。
  - 新説!所JAPAN→所JAPAN（カンテレ制作）（2018年10月以降）※PT
  - グータンヌーボ→キャサリン→キャサリン三世→有吉弘行のダレトク!?→#nakedEve→セブンルール→火ドラ★イレブン（2008年4月〜2024年9月まで）※カウキャッチャー
  - 林修のニッポンドリル
  - 土曜はナニする!?（2023年4月 - 、関西テレビ制作）※週により前半枠又は後半枠での提供。同業者の第一三共ヘルスケアも提供。2023年7月からは前半枠に固定され、後半枠にグループ会社の天藤製薬も提供するようになる。
  - 金曜21時枠
    - 金9ドラマ (フジテレビ)（2023年10月 - 2024年9月）→ザ・共通テン!（2024年10月 - 2025年1月）[注釈 34]

- テレビ朝日系
  - プリキュアシリーズ （ABC TV制作、カウキャッチャー。）
    - Yes!プリキュア5GoGo!※2008年4月6日から登板。
    - フレッシュプリキュア!
    - ハートキャッチプリキュア!
    - スイートプリキュア♪
    - スマイルプリキュア!
    - ドキドキ!プリキュア
    - ハピネスチャージプリキュア!
    - Go!プリンセスプリキュア
    - 魔法つかいプリキュア!※2016年3月27日まで降板

  - スーパー戦隊シリーズ（6月〜7月まで）
    - 超新星フラッシュマン
    - 光戦隊マスクマン
    - 超獣戦隊ライブマン
    - 高速戦隊ターボレンジャー
    - 地球戦隊ファイブマン
    - 鳥人戦隊ジェットマン
    - 恐竜戦隊ジュウレンジャー
    - 五星戦隊ダイレンジャー
    - 忍者戦隊カクレンジャー
    - 超力戦隊オーレンジャー
    - 激走戦隊カーレンジャー
    - 特命戦隊ゴーバスターズ
    - 獣電戦隊キョウリュウジャー
    - 烈車戦隊トッキュウジャー
    - 手裏剣戦隊ニンニンジャー
    - 動物戦隊ジュウオウジャー
    - 王様戦隊キングオージャー

  - メタルヒーローシリーズ（6月〜7月まで）
    - 時空戦士スピルバン
    - 機動刑事ジバン
    - 特救指令ソルブレイン

  - 仮面ライダーシリーズ（6月度のみ）
    - 仮面ライダー龍騎
    - 仮面ライダー響鬼

  - ママレード・ボーイ（ABC TV制作）
  - モーニングバード
  - 木曜ミステリー
  - 新婚さんいらっしゃい!（ABC TV制作）
  - 美少女戦士セーラームーン
  - クレヨンしんちゃん
  - 上沼恵美子のおしゃべりクッキング（2008年4月 - 2022年3月、ABC TV制作）
  - 親の目・子の目 ※民教協番組・提供ではなく協賛。
  - 第92回全国高校野球選手権大会中継（BS朝日）※2010年8月7日から同月21日まで。
  - 10万円でできるかな（2020年10月 - 2024年3月）
  - 朝だ!生です旅サラダ（2008年4月 - 2024年3月、ABC TV制作）
- テレビ東京系列
  - 日経スペシャル ガイアの夜明け（2008年4月 - 2016年3月）
  - とっとこハム太郎
  - きらりん☆レボリューション（2008年4月から9月まで）
  - ロンブーの怪傑!トリックスター
  - TVチャンピオン（1992年4月 - 1997年3月）
  - 開運!なんでも鑑定団（2002年4月から2016年3月まで）
  - 出没!アド街ック天国（2002年4月から2016年3月まで）
  - 田舎に泊まろう!→モヤモヤさまぁ〜ず2
  - おはスタ - 2015年5月1日から8月28日まで、金曜日のみ。
  - 主治医が見つかる診療所 - レギュラー放送第2期以降 → 一時降板。
  - 和風総本家（テレビ大阪制作）
  - THE フィッシング（同上）

ほか。

#### 備考
- 当社の本社が所在する近畿広域圏では、『アップダウンクイズ』を制作していた毎日放送が、1975年の3月30日（日曜日）までNETテレビ（現在のテレビ朝日）系列に加盟。朝日放送（当時はラジオとの兼営局）のテレビ放送部門は「TBS系列の準基幹局」と位置付けられていたが、TBS制作の全国ネット番組であった『お笑い頭の体操』については、編成上の事情から本放送3日後（翌週火曜日の19時台後半枠で）の遅れネットで対応していた。しかし、毎日放送が朝日放送とのネットチェンジ（同月31日）でTBS系列へ移行したことを機に、TBS系列では当社の単独提供による毎日放送制作枠（『アップダウンクイズ』→『クイズ!!ひらめきパスワード』）とTBS制作枠（『お笑い頭の体操』→『クイズダービー』）を1991年9月まで16年半にわたって維持。『お笑い頭の体操』については、1975年4月から同年12月の番組終了まで、近畿広域圏でも毎日放送が同時ネットを実施していた。
- 木曜19時台後半という木曜19:30枠の30分番組における全国ネットの一社提供番組では、フジテレビ（1963年秋 - 1969年春、『笑えば天国』から『万国びっくりショー』まで）・日本テレビ（1970年初め - 1973年秋、『底ぬけ脱線ゲーム』と『ほんものは誰だ?!』）・テレビ朝日（放送当時はNETテレビ、1975年春 - 1976年春、『お笑い他流試合』と『木曜スター対抗戦』）の3局が制作経験を持っている。

### オープニングキャッチ
ミニ番組を除く一社提供のテレビ番組では、番組開始時に、ロート製薬社屋の白いタワーに鳩が舞い、社屋全景が映し出されるオープニングキャッチ（16秒間）が放送されていた。これは1962年の『私はナンバーワン』（毎日放送）から2010年の『SMAP×SMAP』（関西テレビ・フジテレビ） まで、48年3か月間に亘って使用・放映されていた。これまでに映像は4代、BGMは3代にわたり使用され、合計8バージョンが制作された。
この白い鳩は、実際にロート製薬で飼っていた鳩である。餌の時間になると、CMの様に集まる（総務人事部が餌やり）。
最後に登場する社屋全景の映像は1962年当時の風景であり、使用終了まで一貫して変えることなく使用された。現在だと本社社屋の手前に写っていた池は駐車場に変わり、後方にも高層建造物が隣立している など、映像の風景とは大きく様変わりしている。
オープニングキャッチで流れる曲「ロート製薬テーマソング」については、加美乃素「見知らぬ街角」やジャパン「ジャパン音頭」など関西発のCMソングを多数手がけてきた津野陽二が作曲を手掛けた。この曲はロゴソングであり、正式な社歌（企業キャラクターソング）は、2004年制定の「Happy Surprise! 〜よろこビックリの唄〜」である。
2015年に制作された、子供用目薬「ロートこどもソフト」とアニメ作品『妖怪ウォッチ』（テレビ東京）とのコラボとなるPRアニメ「やってはいけない、ワルニャン講座」では冒頭でこのオープニングのパロディ映像が流れた。
ロート製薬が目薬発売111周年を迎えた2020年から放送されている「Vロートプレミアム」シリーズのテレビCM（関根勤や水野美紀が出演）には、「目薬はロート」というフレーズとともに、かつてのオープニングキャッチを連想させる演出を採用。現行バージョンのロゴが入った白いタワーの上に鳩が舞うデザインのマークや、テーマソングのピアノ独奏バージョンが使われている。また、「ロートZ!」と『ストリートファイター』のコラボレーションによるCMでは、『ストリートファイター』のBGM風にアレンジを施したバージョンが使われている。
第26回参議院議員通常選挙の執行（2022年7月10日）に際しては、国政選挙では初めての候補者を比例区で擁立していたごぼうの党が、テーマソングに酷似した曲を選挙カーで流していた。これに対して、ロート製薬では6月28日付で、「一切関与していない」とのコメントを公式サイトで発表。有権者に注意を呼び掛けた。
千葉ロッテマリーンズ投手の佐々木朗希を「アイケアアンバサダー」に起用した2023年には、佐々木が先発投手として登板した6月11日のロッテ対広島東洋カープ戦（この年から4代目ロゴの看板をバックネット裏に掲出しているZOZOマリンスタジアムでのデーゲーム）2回表（広島の攻撃前）に、テーマソングから歌詞だけを変えた佐々木への応援歌が電光掲示板での企業CM（過去の登板試合で投球中に撮影された映像と前述した「ROHKi」ロゴを特別に使用したバージョン）を通じて披露された。歌詞は「ローキ、ローキ、ローキ♪　ローキ、ローキ、ローキ～♪　ローキ、ファイティ～ン」である。また、2023年の佐々木の誕生日には、ロート製薬のツイッターでこの映像を使用したお祝い動画が投稿された。歌詞は先ほどのものの「ローキ、ファイティ～ン」が「ローキ、おめでとう」になったものである。なお、それ以降も、ZOZOマリンスタジアムで先発する日は、バックネットにある看板のロゴが「ROHKi」に変更される。
前述した4代目CIロゴへの変更が2025年1月1日放送の『おしょうバズTV』（テレビ朝日）で紹介され、その際に2代目CIロゴの資料として4代目のオープニングキャッチ（ノンクレジット仕様）が放映された。
初代（1962年1月 - 1993年3月）
本社社屋前にて撮影。1965年からカラー制作となり、1976年1月からは番組のタイトルロゴも最後の部分に表示された。同時にステレオ放送に切り替え。但し、1986年に放送された単発番組『ギャグパラダイス!俺たちにカギはない』では番組ロゴが表示されず「提供」「ROHTO」「ロート製薬」と表示された事例がある。1988年10月 - 1989年1月7日までは昭和天皇の病状悪化に伴い、オープニングキャッチが自粛。1989年6月からタイトルロゴの後に2代目ロゴが表示される（『クイズ!!ひらめきパスワード』のみ引き続き白文字）仕様に変更された。3度のマイナーチェンジを繰り返しながら、31年3か月の長期にわたり使用された。
2代目（1993年4月 - 1996年9月）
このバージョン以降はアニメーションとCG制作となり、ラスト5秒のみ実写という構成。BGMが2代目のものにリニューアルされ、歌唱は大阪パフォーマンスドールが担当。『ひらけ!GOMA王国』からはタイトルロゴがフェードインで表示されるようになり、『SMAP×SMAP』も最初の半年間だけこのバージョンが使用された。
3代目（1996年10月 - 2004年5月）
この代以降は使用番組が『SMAP×SMAP』のみだった。映像は2代目と同じだが、BGMが『SMAP×SMAP』専用にリニューアルされたものに変更された。2001年8月27日放送分は稲垣吾郎の不祥事に伴い、オープニングキャッチの使用が自粛。その後、2002年11月4日放送分からは26年10か月間続いた番組タイトルの表示が廃止され（それ以降はフジテレビの独自制作による番組タイトルロゴのクレジット動画が初めて導入された）、1975年までと同じ仕様に戻った。
4代目（2004年6月 - 2010年3月）
BGMは3代目と同じだが、ロゴマークが2代目CIへ変更。2005年7月からは、最後に白い鳩(ポッポロート)、マスコットキャラクターのロッ太、ロッチーが登場し、提供クレジットが表示されるパターンに変更。企業スローガン「よろこビックリ誓約会社！」も追加された。ロッ太、ロッチーの立ち位置は固定で、ロッ太は左、ロッチーは右でポッポロートは必ずロッ太の手に止まるようになっていて、ポッポロートはロッチーの手に止まることは無かった。また、2006年10月より、映像がHD化され、HD制作版がオープニングキャッチの最終版だった。2009年4月27日放送分は草彅剛の不祥事に伴い、オープニングキャッチの使用が自粛。

### テレビ番組での取材
- 日経スペシャル カンブリア宮殿
  - "製薬会社がつくる化粧品"で快進撃！ 震災支援で見せたトップの覚悟（2013年3月7日、テレビ東京）[166]。
  - 社員の副業 大歓迎！ 老舗企業ロート 進化の全貌（2021年4月15日、テレビ東京）[167]
- 知られざるガリバー〜エクセレントカンパニーファイル〜（2024年6月29日、テレビ東京）[168][169]